# US 에어웨이스 1549편 불시착 사고
US에어웨이즈 1549편 불시착 사고(영어: US Airways Flight 1549) 또는 허드슨강의 기적(영어: Miracle on the Hudson)은 승객과 승무원 총 155명을 태우고 현지시간으로 2009년 1월 15일 오후 3시 30분쯤 미국 라과디아 공항을 출발, 샬럿 더글러스 국제공항을 경유하여 시애틀 터코마 국제공항으로 향할 예정이었으나, 이륙 직후 버드 스트라이크가 일어나 엔진에 불이 붙으면서 센트럴 파크 인근에 위치해 있는 허드슨강에 불시착한 사고이다. 이 사고는 전원 생존하면서, 모두에게 충격을 주었던 사고였다. 훗날 이 사고는 영화로 제작되기도 했다.

## 사고기 기체 정보
- 기종 : 에어버스 A320-214
- 등록번호 : N106US
- 제작번호 : 1044
- 엔진 : CFM 인터내셔널 CFM56-5B4/P 2기
- 미국 AIG사에서 리스한 항공기
- 승무원 : 5명 (운항승무원 포함)
  - 기장 : 체슬리 설런버거 (Chesley Sullenberger)
  - 부조종사 : 제프리 B. 스카일스 (Jeffrey B. Skiles)
  - 승무원 : 3명

## 사고 개요
AFP 통신에 따르면, 승객 150명과 승무원 5명이 탄 US 에어웨이스 소속 에어버스 A320 여객기는 뉴욕시 외곽에 있는 라과디아 공항에서 이날 오후 3시 25분쯤 이륙했으나, 노스캐롤라이나주 샬럿으로 향하던 여객기는 이륙 2분쯤 후 캐나다기러기 떼와 충돌해 엔진 두 개가 모두 멈추자 허드슨강에 비상착수했다. 구조대원들과 해안경비대 등은 비행기가 강에 떨어진 후 선박을 타고 구조작업에 나서 승객들을 배로 옮겨 탑승하였다. 이후 구조용 보트와 통근페리 등이 사고 비행기를 구조하기 위해 대거 동원되었다.

## 인명 사고
인명 피해의 경우 단 1명의 사망자도 없었다.

## 같이 보기
- 뉴욕
- 허드슨강
- US 에어웨이스
- 우랄 항공 178편 불시착 사고